# Rete tranviaria di San Jose
La rete tranviaria di San Jose (in inglese conosciuta come VTA Light Rail, IPA: [vi-ti-eɪ laɪt reɪl]) è la rete di tranvie a servizio della città di San Jose e della Silicon Valley, nello Stato della California. Aperta l'11 dicembre 1987, è stata in seguito estesa più volte e al 2022 si compone di 3 linee e 60 stazioni, per una lunghezza totale di 65,9 km.
Gestita dalla Santa Clara Valley Transportation Authority (VTA), nel 2016 è stata utilizzata giornalmente in media da 33 700 persone. Nel 2015, invece, ha trasportato in totale 11 030 400 passeggeri.

## La rete
La rete è attiva sette giorni su sette con frequenze che variano dai 15 minuti delle ore di punta ai 30 delle ore di morbida.
| Linea           | Percorso                   | Attivazione | Lunghezza | Stazioni |
| --------------- | -------------------------- | ----------- | --------- | -------- |
| Linea blu       | Baypointe ↔ Santa Teresa   | 1991        | 27,4 km   | 26       |
| Linea verde     | Old Ironsides ↔ Winchester | 1987        | 22,3 km   | 26       |
| Linea arancione | Mountain View ↔ Alum Rock  | 2019        | 25,4 km   | 26       |